# 4-tert-Octylphenol
4-tert-Octylphenol ist eine chemische Verbindung aus der Gruppe der Alkylphenole.

## Gewinnung und Darstellung
4-tert-Octylphenol wird durch Reaktion des Dimers von Isobutylen (2,4,4-Trimethyl-1-penten) mit Phenol gewonnen. Das technische Produkt ist ein Gemisch aus 90–95 % 4-tert-Octylphenol, 5–8 % 2-tert-Octylphenol und 1–2 % Butyloctylphenol. Hochreine technische Produkte enthalten 98–99 % 4-tert-Octylphenol, <2% 2-tert-Octylphenol und nur Spuren von Butyloctylphenol oder 4-tert-Butylphenol.

## Verwendung
Octylphenol wird zu 98 % für die Herstellung von Octylphenol-Formaldehyd-Harzen für Reifengummi, Isolationslack, Druckfarben etc. verwendet. Ein kleiner Teil wird für die Herstellung von Octylphenolethoxylaten, einer Gruppe von nichtionischen Tensiden, wie z. B. Octoxinol 9 verbraucht.
Die Produktionsmenge liegt bei über 20.000 t/a in Europa.

## Gefahrenbewertung
Der Stoff wirkt östrogen und zählt zu den endokrinen Disruptoren. 2011 wurde er nach Artikel 57 f der REACH-Verordnung in die Liste der besonders besorgniserregenden Stoffe aufgenommen. In der Schweiz unterliegt die Verwendung von 4-tert-Octylphenol einer Beschränkung.

## Externe Links zu erwähnten Verbindungen
1. ↑  Externe Identifikatoren von bzw. Datenbank-Links zu 2-tert-Octylphenol:  CAS-Nr.: 27193-28-8, EG-Nr.: 248-310-7, ECHA-InfoCard: 100.043.904, Wikidata: Q27288476.